# 林贞龙
林贞龙（1940年11月—），男，生于上海，籍贯浙江象山，中华人民共和国外交官。

## 生平
1960年，毕业于上海外国语学院德语专业。1965年，毕业于北京外国语学院罗马尼亚语专业。早期在对外文委和国家旅游局工作。1978年，进入中华人民共和国外交部工作，曾任驻罗马尼亚大使馆参赞和外交部国外工作局副局长。1996年5月，出任中华人民共和国驻摩尔多瓦大使。2002年1月，自驻摩尔多瓦大使离任。